# La Nuit de l'infamie
La Nuit de l’infamie (The Meaning of Night) est le roman policier historique de l’écrivain Michael Cox paru en 2006. Ce thriller de 600 pages, qui a pour cadre l’Angleterre victorienne, est l'un des quatre livres sélectionnés pour le prix Whitbread du premier roman 2006, prix remporté par The Tenderness of Wolves de Stef Penney.

## Résumé
Au début d’une froide nuit d’octobre 1854, un homme innocent est assassiné dans une sombre ruelle de Londres. Le protagoniste de l’histoire et également le narrateur, Edward Glyver, revient sur son passé, en confessant ses tromperies, ses amours et sa vengeance. Glyver révèle les tourments que lui a fait subir son rival, le poète criminel Phoebus Rainsford Daunt et les raisons pour lesquelles cet érudit et amateur de livres est devenu un criminel. L’histoire se déroule dans le Londres brumeux et dans la bucolique campagne anglaise où se trouve le château où Daunt passe ses années de formation, lieu avec lequel Glyver entretient des liens particuliers

## Autour du roman
L’achat du roman par John Murray, l’éditeur londonien, provoque une émoi particulier dans le monde de l’édition puisque atteint des enchères qui n’avaient jamais été aussi élevées en Grande-Bretagne pour un premier roman. Cox obtient alors une avance de 500000£. Toute l’affaire est suivie de près par les revues spécialisées comme The Bookseller.
Dans l’ensemble, le roman reçoit des critiques favorables même s’il est possible de dénombrer de notables exceptions, comme la critique du Daily Telegraph qui considère le livre comme de mauvaise qualité et contenant un tissu d’absurdités.

## Sources
- (en) Cet article est partiellement ou en totalité issu de l’article de Wikipédia en anglais intitulé « The Meaning of Night » (voir la liste des auteurs).